# 2013년 뉴욕 영화제
제51회 뉴욕 영화제는 2013년 9월 27일에 열린 시상식이다.

## 수상 (비경쟁)

### 장편 상영작
- 캡틴 필립스 - 폴 그린그래스
- 월터의 상상은 현실이 된다 - 벤 스틸러
- 허 - 스파이크 존즈
- 어바웃 타임 - 리차드 커티스
- 어뷰즈 오브 위크너스 - 카트린 브레야
- 앨런 파트리지: 알파 파파 - 디클란 로니
- 올 이즈 로스트 - J.C. 챈더
- 언 아메리칸 프로미스 - 조 브루스터 외 1명
- 앳 버클리 - 프레더릭 와이즈먼
- 배스터드 - 클레어 드니
- 아델의 삶-1&2 - 압델라티프 케시시
- 버닝 부시 - 아그네츠카 홀란드
- 차일드 오브 갓 - 제임스 프랭코
- 글로리아 - 세바스티안 렐리오
- 이민자 - 제임스 그레이
- 인사이드 르윈 데이비스 - 조엘 코엔 외 1명
- 인비저블 우먼 - 랄프 파인즈
- 젤러시 - 필립 가렐
- 지미 P - 아르노 데스플레샹
- 더 라스트 오브 더 언저스트 - 클로드 란즈만
- 그렇게 아버지가 된다 - 고레에다 히로카즈
- 더 미싱 픽처 - 리티 판
- 마이 네임 이즈 Hmmm... - 아네스 베
- 네브래스카 - 알렉산더 페인
- 누구의 딸도 아닌 해원 - 홍상수
- 노스, 더 엔드 오브 히스토리 - 라브 디아스
- 오마르 - 하니 아부 아사드
- 오직 사랑하는 이들만이 살아남는다 - 짐 자무쉬
- 리얼 완전한 수장룡의 날 - 구로사와 기요시
- 더 스퀘어 - 젠느 누젬
- 호수의 이방인 - 알랭 기로디
- 교유 - 차이밍량
- 천주정 - 지아장커
- 르 위크엔드 - 로저 미첼
- 웬 이브닝 폴스 온 부쿠레슈티 오어 메타벌리즘 - 코르넬리우 포룸보이우
- 바람이 분다 - 미야자키 하야오

### 단편 프로그램
- 치어리더 모집 - 수잔나 카사레스
- 9 미터 - 앤더스 월터
- 디 에어 매트리스 - 데이비드 켄스틴
- 오픈 하우스 - 데이비드 켄스틴
- 삼낭 - 아사프 폴론스키
- 마이 마인즈 오운 멜로디 - 조쉬 웨이클리
- 서브칸셔스 패스워드 - 크리스 랜드레스
- 베이시컬리 - 아리 에스터
- 프레이드 - 조지아 오클리
- 애니메이더 - 페르난다 치콜렛 외 1명
- 엉클 세레프 앤 히스 섀도우 - 부그라 데데오구루
- 버터 램프 - 하오웨이 후
- #포스트모뎀 - 루카스 레이바 외 1명
- 위플래쉬 - 데이미언 셔젤
- 더 맨 후 케임 아웃 온리 엣 나이트 - 마이클 알메레이다
- 라센자 - 조나단 롬니
- 오조르뒤 - 니콜라스 사다
- 리뎀프션 - 미겔 고미쉬
- 킹즈 바디 - 주앙 페드로 로드리게스
- 위대한 실종 - 라브 디아스

### 어플라이드 사이언스
- 구글 앤드 더 월드 브레인 - 벤 루이스
- 파티클 피버 - 마크 레빈슨
- 팀스 버미어 - 텔러

### 모션 포트레이츠
- 에프터눈 오브 어 파운: 타나퀼 르 클레르크 - 낸시 부이르스키
- 더 도그 - 앨리슨 버그 외 1명
- 피피 하울스 프럼 해피니스 - 미트라 파라하니
- 어두운 방 - 나다브 쉬르만
- 마나카마나 - 파코 벨레즈 외 1명
- 왓 나우? 리마인드 미 - 조아킴 핀토
- 후 이즈 다야니 크리스탈? - 마크 실버

### 리바이벌스
- 순수의 시대 - 마틴 스코세이지
- 소년 소녀를 만나다 - 레오 까락스
- 체이스 - 아서 리플리
- 러스티 맨 - 니콜라스 레이 외 1명
- 네온 불빛 속의 마닐라 - 리노 브로카
- 나쁜 피 - 레오 까락스
- 정오의 낯선 물체 - 아피찻퐁 위라세타쿤
- 프로비던스 - 알랭 레네
- 올사의 아름다운 별 - 루치노 비스콘티
- 그들은 밤에 산다 - 니콜라스 레이
- 트라이 앤 겟 미 - 사이 엔드필드

### 컨버전스
- 찰리 빅터 로미오 - 로버트 버거
- 디 엠파이어 프로젝트 - 켈 오닐 외 1명
- 48 아워 게임스 - 수비 앤드리아 헬미넨
- 노 모어 로드 트립스? - 릭 프리링거
- 더 코즈모노트 - 니콜라스 알카라
- Visit Los Santos and Blaine County: The World of Grand Theft Auto V
- Live From Los Santos: The Music of Grand Theft Auto V
- The Cloud Chamber Mystery
- Transmedia Storytelling & Documentary Film
- Making Movies as the Ultimate Social Medium
- Hollow and the Call to Action: E. McMillion on the Role Interactive Docs Play in Ongoing Narratives
- Platform Agnostic, Brand Specific
- The Cosmonaut Experience
- Producing Convergence – A History of Multiplatform Collaboration
- Captain Ahab’s Motorcycle Club
- A Short History of the Highrise

### 아방가르드의 시선
- 데어데블스 - 스테파니 바버
- 로스앤젤레스 레드 스퀘드 - 트라비스 윌커슨
- 코스트 오브 데스 - 로이스 파티노
- 디스크립션 오브 어 스트러글 - 크리스 마르케
- 삶은 꿈 - 라울 루이즈
- Solar Radios, Fire from the Sun
- 다이브: 어프로치 앤 엑시트 - 산드로 아귈라
- 사인즈 오브 스틸니스 아웃 오브 미닝러스 띵스 - 산드로 아귈라
- 리메인즈 - 산드로 아귈라
- 메르쿠리오 - 산드로 아귈라
- 아르키부 - 산드로 아귈라
- 부두 - 산드로 아귈라
- Anne Charlotte Robertson
- 뷰스 프롬 더 아크로폴리스 - 로니 반 브루멜렌 외 1명
- 랜드스케이프 락스 - 로이스 파티노
- 마운틴 인 샤도우 - 로이스 파티노
- 나일 퍼치 - 조쉬 깁슨
- 쓰리 랜드스케이프 - 피터 B. 휴튼
- 블라인드 앨리 오규리 - 사이토 다이치
- 그린 퓨즈 - 사이토 다이치
- 필드 오브 뷰 #1 - 사이토 다이치
- 자비 - 말레나 슬렘
- 루나 알마낙 - 말레나 슬렘
- 더 퀼포 드림스 오브 워터풀스 - 파블로 마솔로
- 컨젝쳐스 - 파블로 마솔로
- 포토옥시데이션 - 파블로 마솔로
- 보이드 리덕스 - 폴 클립슨
- 디피컬트 러브스 - 폴 클립슨
- 스피킹 코프스 - 폴 클립슨
- 캐리 엣 스틸 - 스톰 소고
- 대즈 스틱 - 존 스미스
- 인비저블 월드 - 제시 맥클린
- 리리카 - 샤나 몰턴
- 더 다크, 크리스틀 - 마이클 A. 로빈슨
- 마운트 송 - 샴바비 카울
- 프로퍼티 - 진 리오타
- 오조 칼리엔테 - 팻 오닐
- 더티 코드 - 바비 아베이트
- 블랙 파우더, 화이트 스모크 - 사라 핼펀
- 라이프 이즈 언 오피니언, 파이어 어 팩 - 카렌 야신스키
- 그레이스톤 - 케리 트리브
- 젤리피쉬 샌드위치 - 루더 프라이스
- 클라운 - 루더 프라이스
- 언더톤 오버추어 - 조디 맥
- 뉴 팬시 포일스 - 조디 맥
- 더스티 스택스 오브 맘 - 조디 맥
- 글리스터닝 스릴스 - 조디 맥
- 렛 유어 라이트 샤인 - 조디 맥
- 디 아일랜드 오브 세인트 매튜스 - 케빈 제롬 에버슨
- 스트로베리스 인 더 섬머타임 - 제니퍼 토드 리브스
- 아너매터픽 알파벳 - 아우라 솔츠
- 도어웨이 포 나탈리 칼뮈스 - 아우라 솔츠
- 듀레이션 랜드스케이프 콘필드 - 로이스 파티노
- 삼 4: 밸리 오브 더 쉐도우 - 필립스 S. 솔로몬
- 올 오어 낫씽 - 프레드 워든
- 하프 라이프 - 에이프릴 시몬스
- 루나 - 레슬리 쏜턴
- 레머넌스 IV - 조슈아 보네타
- 베드타임 스토리 - 에스더 셰타브스키
- 'Splice 181 to Splice 243 of Spicefilm, 2013, Homage to Birgit and Wilhelm Hein's Weissfilm, 1977' - 플로리안 제이팽
- 크렘 21 - 이브 헬러
- 텐 노츠 온 어 섬머 데이 - 마이크 스톨츠
- 더 씨 식스 잇츠 오운 레벨 - 에린 에스펠리
- 텐더 피트 - 펀 실바
- 45 7 브로드웨이 - 니시카와 토모나리
- 블루 - 샤일로 시크마니
- 바다연작 12, 13, 14 - 존 프라이스
- 페어웰 - 알렉산드라 쿠에스타
- 베트 엘 드링킹 워터 앤드 아더 사인즈 - 조나단 슈왈츠
- 우스코르: 이더/오어 - 라이다 레르순디
- 고와너스 카날 - 사라 J. 크리스트맨
- 하이 워터 - 파웰 워이타식
- 디 에이지 오브 스톤 - 아나 베즈
- 나르시시 - 샤일로 시크마니
- 리스닝 투 더 스페이스 인 마이 룸 - 로버트 비버스
- 로스트 앤 파운드 - 짐 제닝스
- 수잔 + 리스베스 - 우테 오랜드
- 투 비 히어 - 우테 오랜드
- 바르가 - 리천쳉
- 오챠드.5 - 장혜연
- 레이트 서머 - 베리 거슨
- 로스트 아워 리스 - 짐 제닝스
- 2월 - 조인한
- 워터컬러 (폴 크릭) - 빈센트 그레니어
- 플로우 - 리천쳉
- 폴링 노츠 언리빙 - 사울 레빈
- 문턱 - 로버트 토드
- 익스테리어 익스텐디드 - 지그프리드 A. 프르아우프
- 어라운드 더 월드 - 스톰 소고
- 다이어리스 - 스톰 소고
- 송 - 나다니엘 도어스키
- 스프링 - 나다니엘 도어스키
- 미스플레이스먼트 - 제롬 힐러
- 매직 머쉬룸 마운틴 무비 - 마누엘 드 란다
- 브레뵈프 - 스티브 브루머
- 콜카타 - 마크 라포어
- 렛 어스 퍼서비어 인 왓 위 헤브 리절브드 비포 위 포겟 - 벤 러셀
- 냇프위, 더 피스트 오브 더 스피릿 - 진 듀브렐 외 1명
- 카스 앤 킬러스 - 그레첸 스코게르슨
- 플라토닉 - 대니 레벤달
- 엘사 메르데라메르데리메르 - 아비게일 차일드
- 에프터 아워스 - 카렌 야신스키
- 엘 아디오스 라르고 - 앤드류 램퍼트
- 레드 밀 - 에스더 울루스
- 서울 전기 - 리차드 투오이
- 더 슈비터스 바리에이션스 - 알베르토 카브레라 베르날
- 슬래크니스 프린세스 - 사라 그레이스 네신
- 스케틀드 인 더 윈드 - 로리 펠커
- 피에스. 웬 유어 어바웃 투 다이 - 스톰 소고
- 리아호나 - 탈레나 샌더스
- 브레이킹 더 프레임 - 마리엘 니토슬라브스카
- 홈 무비스 가자 - 바스마 알샤리프
- 더 폴드 - 레슬리 쏜턴
- 에브리 필터 인 파이널 컷 프로 - 리사 맥카티
- 이모탈, 서스펜디드 - 데보라 스트라트맨
- 사운드 심 - 아우라 솔츠
- 비나큘러; 지브라 2 - 레슬리 쏜턴
- 사각 틀 안의 움직임 - 장-폴 켈리
- 피겨-그라운드 - 장-폴 켈리
- 서비스 오브 더 굿즈 - 장-폴 켈리
- 머머레이션스 - 레베카 마이어스
- 에이비어리 - 캐서린 맥기니스
- 버세스 - 제임스 산싱
- 엑스페리먼츠 인 보이언시 - 캘럼 월터
- 핸드풀 오브 더스트 - 호프 터커
- 버로우- 캠스 - 샘 이스터슨
- 트루-라이프 어드벤쳐 1 - 에린 에스펠리
- 트루-라이프 어드벤쳐 2 - 에린 에스펠리
- 트루-라이프 어드벤쳐 3 - 에린 에스펠리
- 루킹 글라스 인섹츠 - 샬롯 프라이스
- 어 스터디 인 내츄럴 매직 - 샬롯 프라이스
- 애니멀스 무빙 투 더 사운드 오브 드럼스 - 조나단 슈왈츠
- 페인터 앤 볼 4-14 - 팻 오닐
- 에프터 크리에이션 에프터 아이스벅스 - 메리 베스 리드
- 스위트 캘리포니아 스탑스 앤 패시즈 파트 2: 샌프란시스코 투 더 시에라네바다 앤 백 어게인 - 로버트 넬슨
- 스위트 캘리포니아 스탑스 앤 패시즈 파트 1: 티후아나 투 할리우드 비아 데스 밸리 - 로버트 넬슨
- 포토그래픽 팬텀스 - 어니 기어
- 윈터 모닝 - 어니 기어
- 더 콰이어트 카 - 어니 기어
- 오토-콜리더 XV - 어니 기어
- 브루클린 시리즈 - 어니 기어
- 라이트 프렉쳐스 - 루더 프라이스
- 홈 - 루더 프라이스
- 레시테이션스 - 루더 프라이스
- 에티엔즈 핸드 - 리처드 토히
- 시와 진실 - 피터 쿠벨카
- 어 세르펜트 - 산드로 아귈라
- 더 리얼리스트 - 스콧 스타크
- 온리 예스터데이 - 존 M. 스탈
- 데얼즈 노 투모로우 - 막스 오퓔스
- 앤티시페이션 오브 더 나이트 - 스탠 브래키지
- 베이비 무빙 - 스탠 브래키지
- 더 데드 - 스탠 브래키지
- 송 앤 솔리튜드 - 나다니엘 도어스키
- 아리엘 - 나다니엘 도어스키
- 돈 크라이 포 미 - 페트리샤 쏜리
- 럼스틱 로드 - 켄 코브랜드 외 1명
- 인카운터스 위드 유어 이너 트로츠키 차일드 - 짐 핀
- 크리스마스 위드 차베즈 - 짐 핀
- 비나큘러; 비스 - 레슬리 쏜턴
- 비나큘러; 만다린 덕 - 레슬리 쏜턴
- 리플 볼스 오브 에어 - 레슬리 쏜턴
- 더 스케어드 앤 더 프로판 - 존 프라이스
- 에즈 이프 - 어니 기어
- 오토모바일 - 씬시아 마르셀
- 보컬 프레임 - 아우라 솔츠
- 오라믹스: 아틀란티스 어뉴 - 아우라 솔츠
- 더 릴리프 마이닝 컴퍼니 - 탈레나 샌더스
- 더 미스테리 앨범 - 스톰 소고

### 신예 아티스트
- 엑시비션 - 조안나 호그
- 섬들 - 조안나 호그
- 언릴레이티드 - 조안나 호그
- 클럽 샌드위치 - 페르난도 에임브케
- 레이크 타호 - 페르난도 에임브케
- 덕 시즌 - 페르난도 에임브케

### 필름 코멘트 매거진 프레젠츠
- 노예 12년 - 스티브 맥퀸

### 20주년 기념 상영
- 멍하고 혼돈스러운 - 리처드 링클레이터

### How Democracy Works Now
- 라스트 베스트 찬스 - 마이클 카메리니 외 1명
- 더 게임 이즈 온 - 마이클 카메리니 외 1명
- 마운틴스 앤 클라우즈 - 마이클 카메리니 외 1명
- 샘 인 더 스노우 - 마이클 카메리니 외 1명
- 더 키즈 어크로스 더 힐 - 마이클 카메리니 외 1명
- 마킹 업 더 드림 - 마이클 카메리니 외 1명
- 에인트 디 AFL 포 노딘 - 마이클 카메리니 외 1명
- 브라더스 앤 라이벌스 - 마이클 카메리니 외 1명
- 프로텍팅 아리조나 - 마이클 카메리니 외 1명
- 더 세너트 스픽스 - 마이클 카메리니 외 1명